# Platygaster obscura
Platygaster obscura är en stekelart som beskrevs av Nees von Esenbeck 1834. Platygaster obscura ingår i släktet Platygaster och familjen gallmyggesteklar. Inga underarter finns listade i Catalogue of Life.